# مهرجان صفا الثقافي
مهرجان صفا الثقافي هو مهرجان ينظم سنوياً من قبل مركز حنظلة الثقافي في قرية صفا، من محافظة رام الله. تُقام فعالياته خلال شهر تموز في ساحات مدارس القرية. ويأتي في إطار إحياء ذكرى استشهاد الفنان الفلسطيني ناجي العلي الذي لطالما دعى بدوره إلى الثورة و الانتفاضة. وتشارك في المهرجان العديد من الفرق الفنية.
يتميز المهرجان باحتضان أهالي البلد للفكرة، وتقديم الدعم الممكن لنجاحها. وذلك لأنه يمثل نشاطاً مميزاً ومساحةً ثقافيةً وفنيةً يستطيعون من خلالها الاستقاء من الإبداعات الفنية والثقافية الفلسطينية التي قل ما يستطيعون مشاهدتها أو سماعها، كون غالبية هذه النشاطات يتم تنفيذها في المدن وليس القرى والمخيمات، بالإضافة إلى أهميته في تأكيد قدرة الشباب على دفع عجلة النمو الثقافي في القرية سنة تلو الأخرى.
يُقام المهرجان بدعمٍ من وزارة الثقافة والمؤسسة الفلسطينية للتنمية وشركة مسروجي وشركة مدى للإتصالات بالإضافة إلى شركة النبالي والفارس للعقارات وبنك القدس وبنك الإسكان.

## فعالياته
تشتمل فعاليات المهرجان على العديد من العروض الفنية والموسيقية الشعبية، ويوجد لمركز حنظلة فرقة رقص تحمل الاسم نفسه، وهي فرقة مختلطة لها عرض ثابت في المهرجان كل سنة.
وتشتمل كذلك على مساحة لعب مخصصة للأطفال على شكل "منتفخات" شكّلت مساحة آمنة ومرحة للعب، وشارك 700 طفل وطفلة من أطفال القرية والقرى المجاورة في كل يوم من أيام المهرجان، وضمنت فعاليات الأطفال مشاركة عارضي السيرك الذي كان أبرزهم لاعب السيرك أحمد الجعبة من القدس.